# Lynn Oona Baur
Lynn Oona Baur (* 1988 in Hamburg) ist eine deutsche Regisseurin und Drehbuchautorin.

## Leben und Werk
Lynn Oona Baur studierte an der Hamburg Media School und schloss ihr Masterstudium im Fachbereich Film mit dem Schwerpunkt Regie ab. Zuvor erlangte sie einen Bachelor of Arts in Kulturwissenschaften Digitale Medien und Musik an der Leuphana Universität in Lüneburg. Sie war Stipendiatin des stART.up Programms der Claussen-Simon-Stiftung und erhielt 2022 ein Residenzstipendium im mare-Künstlerhaus der Roger-Willemsen-Stiftung.
Ihre praktischen Erfahrungen sammelte sie unter anderem als persönliche Assistentin (2. Regieassistentin bei der Produktion Fraktus) von Regisseur Lars Jessen und als Juniorproducerin bei Eichholz Film Hamburg. Seit 2016 wurden Baurs Kurzfilme auf zahlreichen internationalen und nationalen Filmfestivals nominiert und ausgezeichnet. Eine Auswahl dieser Festivals umfasst ATAFF in Ungarn, das Grand OFF Shortfilmfestival in Warschau, das Reggio Filmfestival in Italien, die Aaretaler Kurzfilmtage in der Schweiz, das Kyoto International Student Film & Video Festival und die Biberacher Filmfestspiele.
2024 führte sie in dem Film Manchmal denke ich plötzlich an dich Regie.
Baur ist mit einem Hamburger Unternehmer verheiratet und hat eine Tochter.

## Filmografie
Filme
- 2016: Niemandsland
- 2017: Queen of Oasis
- 2017: Rotkäppchen
- 2018: Allein mit Dir
- 2024: Manchmal denke ich plötzlich an dich

Serien
- 2022–2023: Soko Hamburg
- 2023: Pumpen